# Christen Christensen (skulptör)

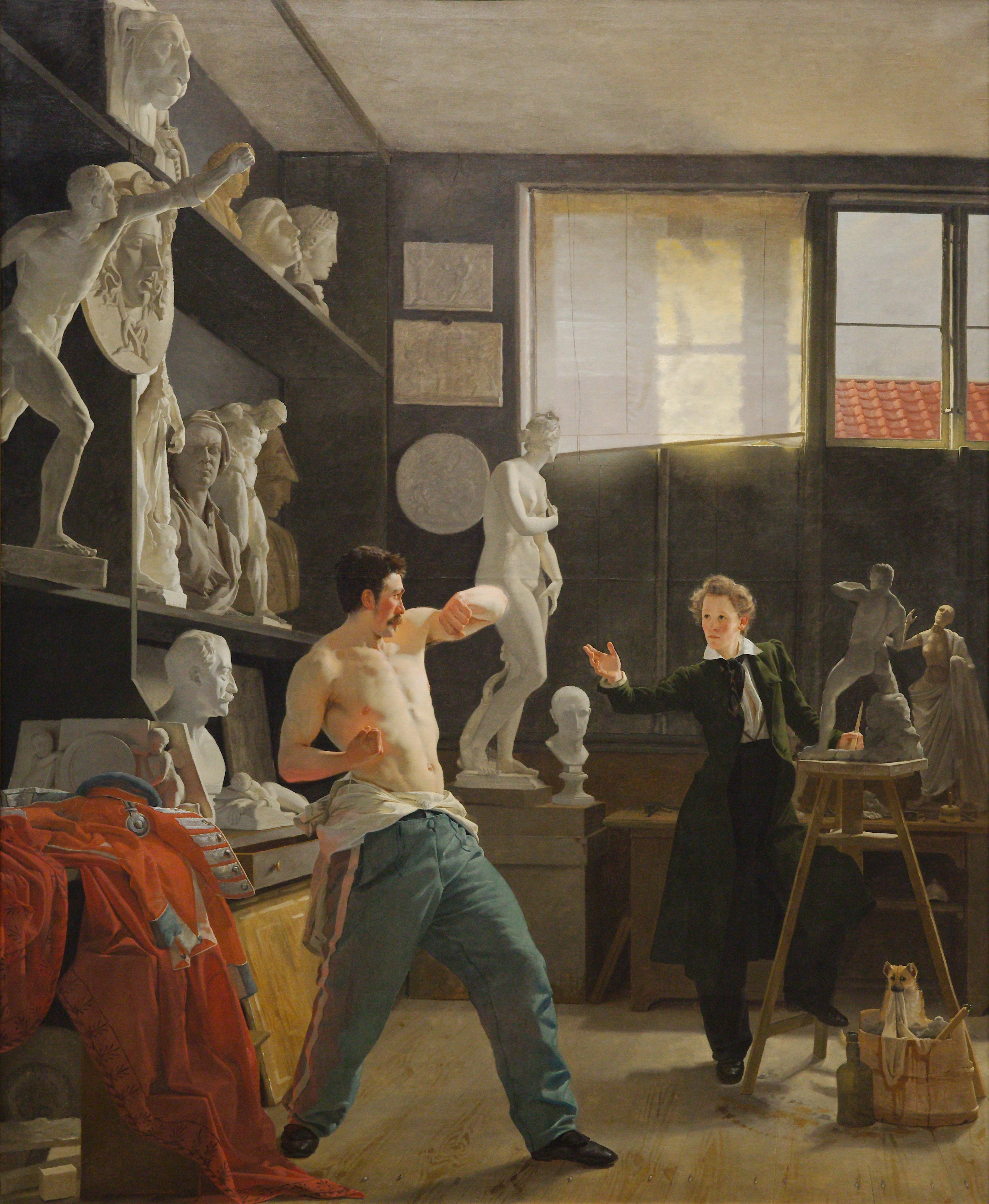
Bildhuggaren Christen Christensen i arbete, målad av Wilhelm Bendz.

Christen Christensen, född 18 januari 1806 i Köpenhamn, död där 21 augusti 1845, var en dansk skulptör och medaljgravör. 
Christensen studerade först bildhuggeri, men ägnade sig därefter åt medaljgraveringskonsten, studerade utrikes 1831–1835 och blev efter Thorvaldsen 1844 professor vid konstakademiens modellskola.
Bland hans arbeten må nämnas en medalj med anledning av ankomsten av Thorvaldsens arbeten till Köpenhamn (1838), åtsidan (aversen) av Kristian VIII:s stora kröningsmedalj och samma medalj i mindre storlek (1840) samt reformationsmedaljen (1836).

## Utmärkelser
- Riddare av Dannebrogorden,  1843[2]

[Redigera Wikidata]